# Мяо Лицзе
Мяо Лицзе (кит. трад. 苗立傑, упр. 苗立杰; родилась 3 июня 1981 года, Харбин, провинция Хэйлунцзян, КНР) — китайская баскетболистка, выступающая за клуб «Шэньян Голден Лайонс» и национальную команду Китая. Капитан сборной. Имеет опыт выступлений в женской НБА. 

## Карьера

### Клубная
С 1990 года начала заниматься баскетболом в команде «Харбин». 8 марта 2005 года перешла в клуб «Сакраменто Монаркс» женской НБА и стала третьей китаянкой в этой лиге. 

### Международная
В сентябре 1994 года вошла в состав молодёжной сборной Китая по баскетболу. В составе первой сборной дебютировала в октябре 1997 года. Чемпион Азии по баскетболу среди женщин 2001, 2009 и 2011 годов. Со сборной Китая принимала участие в трех Олимпиадах (2004, 2008 и 2012 годов). Обладатель золота Азиатских игр 2010.

## Достижения

### Национальная сборная
- Чемпион Азиатских игр : 2010